# Disastro ambientale di Bento Rodrigues
Il disastro ambientale di Bento Rodrigues è una catastrofe avvenuta nel pomeriggio del 5 novembre 2015 a seguito del cedimento di un bacino di decantazione di una miniera di ferro presso il villaggio di Bento Rodrigues, nello stato brasiliano del Minas Gerais. L'evento è considerato il più grande disastro ambientale nella storia del Brasile.
Il bacino, costruito per ospitare i fanghi derivanti dall'estrazione degli ossidi di ferro dalle grandi miniere nella regione, era conosciuto col nome di Fundão ed era gestita dalla Samarco Mineração SA, una joint venture tra i colossi Vale SA e BHP Billiton.
Le prime notizie avevano riportato anche il crollo di un'altra diga, conosciuta come Santarém, ma successivamente l'allarme è rientrato in quanto il fango della Fundão ha scavalcato il bacino della Santarém. I fanghi dell'estrazione degli ossidi di ferro sono arrivati al Rio Doce, il cui bacino idrografico copre 230 comuni del Minas Gerais, e nell'Espírito Santo, dove l'acqua del fiume era la fonte di approvvigionamento idrico per la popolazione. Infine, dopo due settimane dal crollo, il 22 novembre i fanghi tossici hanno raggiunto l'oceano Atlantico. Gli ambientalisti ritengono che l'inquinamento potrà essere smaltito dall'ambiente marino nel corso di circa 100 anni.

## L'ambito della catastrofe

Inondazione dopo il crollo della diga di Bento Rodrigues.

I bacini di decantazione del Fundão e di Santarém sono entrambi controllati dalla Samarco Mineração SA, e fanno parte della miniera Germano, situata nel distretto di Santa Rita Durão, nel comune di Mariana, a una distanza di circa 100 km da Belo Horizonte. Il bacino è stato costruito per contenere i residui derivanti dall'estrazione dei minerali ferrosi nella regione. Lo sbarramento in terra che delimitava il bacino era, da qualche tempo, interessato da lavori di innalzamento poiché il serbatoio aveva raggiunto il livello limite, non potendo più contenere altri rifiuti minerari.
Intorno alle 15:30 del giorno 5 novembre 2015, nella diga si ebbe un cedimento che portò ad una limitata fuoriuscita dei fanghi. Una squadra di tecnici fu inviata sul luogo per cercare di limitare la perdita. Verso le 16:20 si verificò cedimento catastrofico, che provocò lo sversamento di un grande volume di fanghi tossici sulla valle di Santarém.
Il villaggio operaio di Bento Rodrigues, che si trova a circa 2,5 km dal bacino Fundão, fu quasi interamente seppellito dalla valanga di fango generata dal crollo della diga. Altri villaggi e piccoli paesi che si trovavano nella valle del fiume Gualaxo - nella regione Mariana - furono colpiti, seppur in minor misura.
A causa della posizione remota e ai collegamenti precari, basati su strade non asfaltate, Bento Rodrigues diventò completamente inaccessibile e, per un periodo, fu possibile raggiungerla solo in elicottero. Ciò ha reso difficile l'accesso per il personale di soccorso. Nella zona in cui si è verificato l'allagamento c'era una scuola. Fortunatamente gli insegnanti sono stati in grado di evacuare gli studenti prima che la scuola fosse raggiunta dalla colata di fango.
Un peggioramento della situazione ha colpito la regione perché la Samarco Mineração SA non aveva un piano di emergenza e neanche vie di uscita di emergenza che permettessero ai residenti di spostarsi verso zone più alte e sicure.

## Contaminazione del Rio Doce

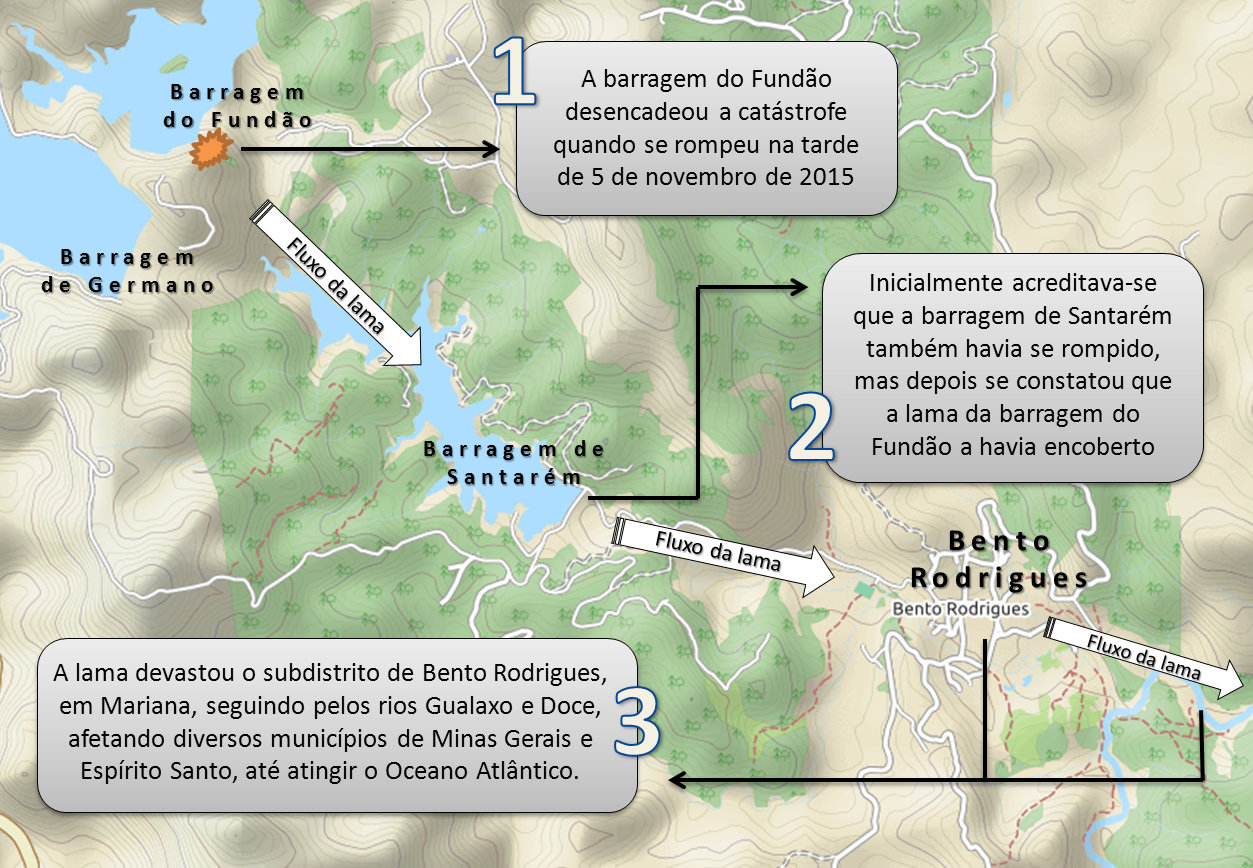

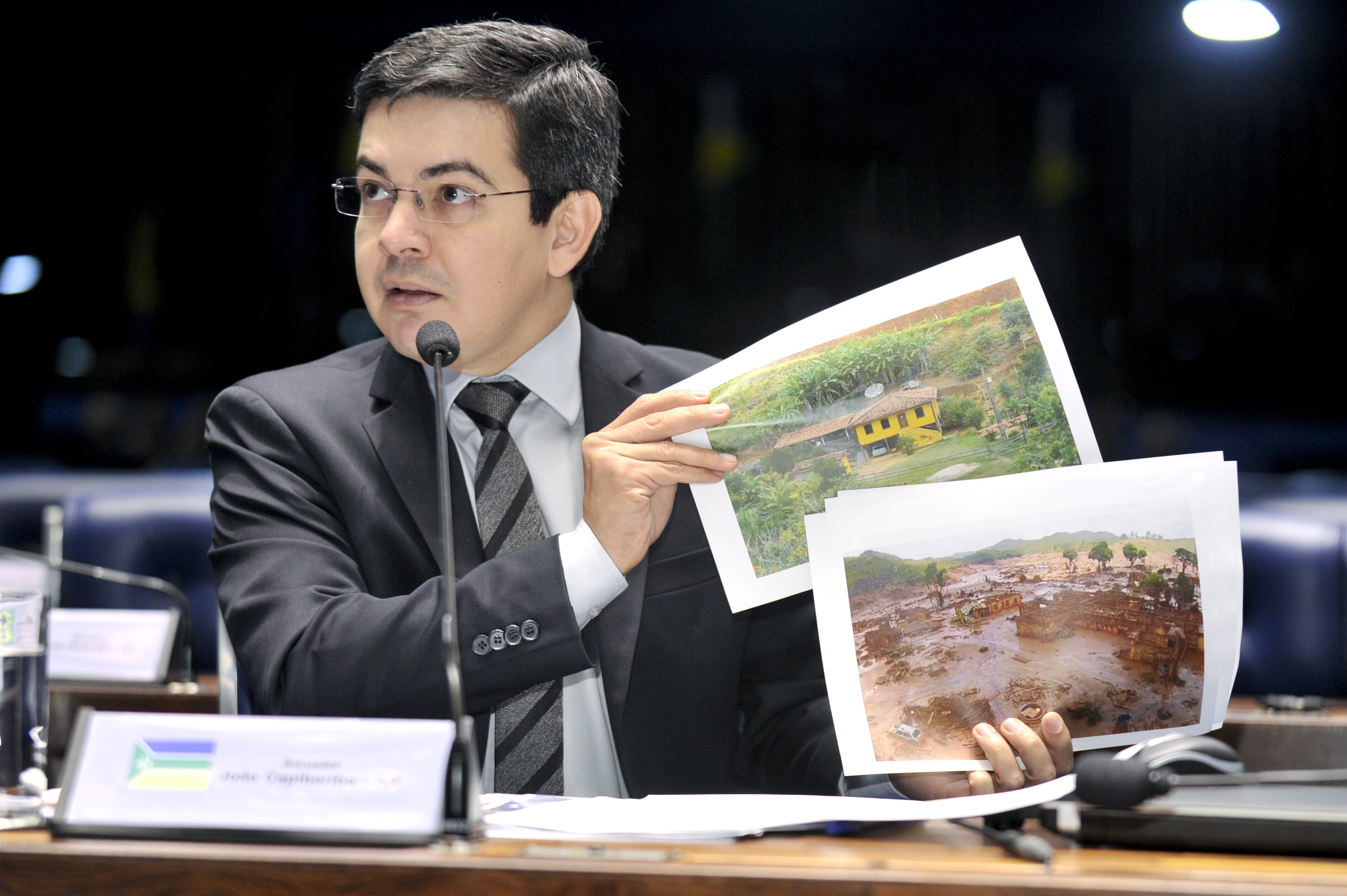
Il senatore Randolfe Rodrigues mostra un confronto fotografico delle aree colpite al Senato.

Intorno alle 18:30 del giorno 5 novembre 2015, i rifiuti del minerale di ferro sono arrivati al Rio Doce. Il bacino del fiume ha una superficie di idrografica di circa 86.700 chilometri quadrati, di cui l'86% nel Minas Gerais e la restante superficie nell'Espírito Santo. In totale il fiume si estende su 230 comuni che usano il loro alveo per la propria sussistenza idrica.
Gli ambientalisti considerano per scontata l'impossibilità di recuperare il fiume. Secondo il biologo ed ecologista André Ruschi, che opera nella Stazione di Biologia Marina Ruschi a Aracruz, Santa Cruz, nell'Espírito Santo, i rifiuti possono essere eliminati dal mare nel corso di circa 100 anni.
Essi hanno raggiunto anche la centrale idroelettrica Risoleta Neves, che si trova a Santa Cruz do Escalvado, a circa 100 chilometri da Mariana. Secondo il concessionario che gestisce l'impianto, il suo funzionamento non è stato compromesso.
Il 9 novembre, la città di Governador Valadares ha interrotto l'erogazione di acqua a causa del fango nel Rio Doce. Il giorno successivo, il 10 novembre, è stato decretato Stato di pubblica calamità, a causa della carenza di acqua in città. Il 13 novembre, l'esercito brasiliano ha istituito un punto di distribuzione di acqua, la piazza Dos Esportes, nel centro della città.
Secondo l'analisi effettuata a Governador Valadares, nel fango sono state trovate quantità di metalli pesanti nocivi alla salute, come arsenico, piombo e mercurio, per valori al di sopra della soglia massima consentita.

## Determinazione del disastro

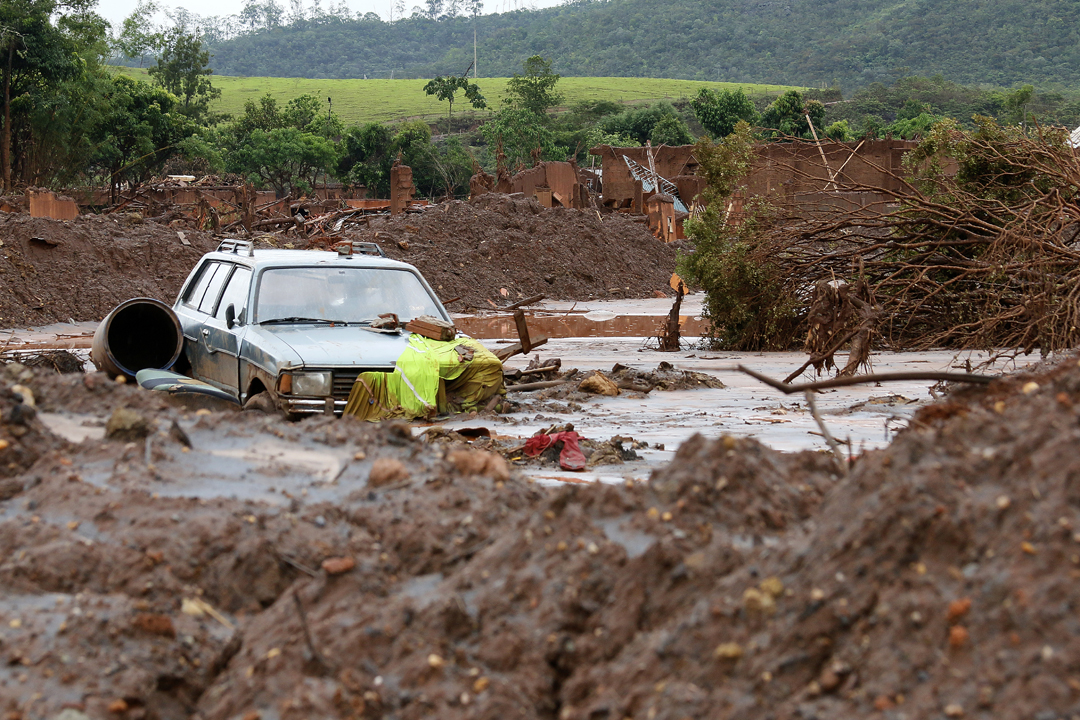

Ai sensi della legislazione del Brasile, sono state create, nella prima metà del mese di novembre 2015, tre commissioni parlamentari per indagare sull'accaduto, anche se tutte e tre le commissioni hanno come membri, parlamentari la cui campagna elettorale era stata finanziata della società Vale, insieme con BHP Billiton, che controllano la Samarco, società direttamente responsabile della gestione delle dighe a Mariana.
I finanziamenti diretti alle campagne politiche dei membri di questi comitati membri ammontano a 2,6 milioni di reais. Nel 2015 la Samarco ha pagato al comune di Mariana circa 37,4 milioni per i tributi di CFEM (compensazione finanziaria per le royalties di sfruttamento minerario), il cui tasso è del 2% del valore netto della cessione minerale. Di questo importo, il comune ottiene il 65% e il resto è diviso tra il governo di Minas Gerais (23%) e l'União (12%). La Samarco ha guadagnato 13,3 miliardi di reais tra il 2010 e il 2014 e un utile solo nell'anno scorso è stato di 2,8 miliardi secondo i dati del sito della società.

## Sanzioni

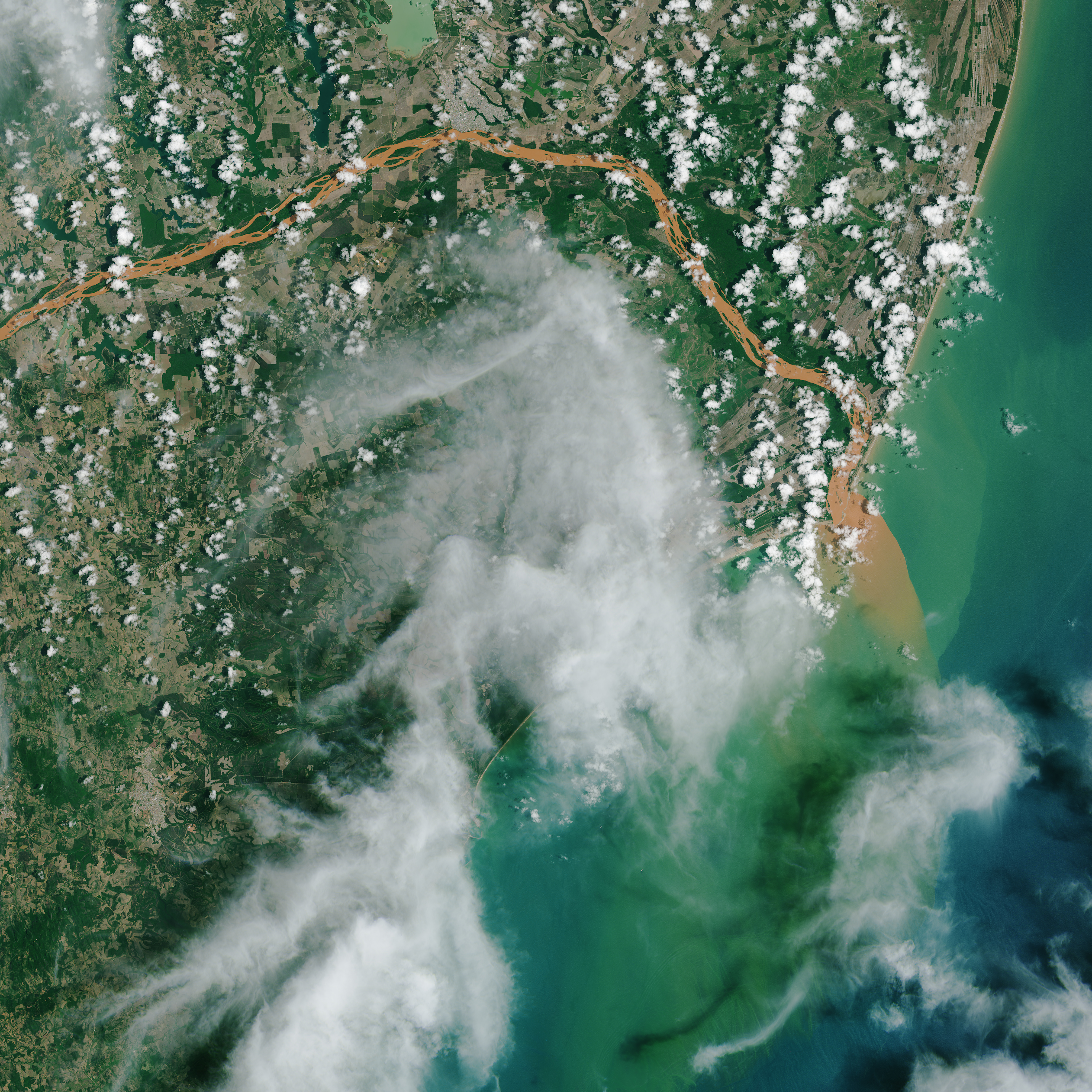
Due settimane dopo il disastro i residui minerari hanno raggiunto l'Oceano Atlantico.

Per quanto riguarda le sanzioni, la legislazione brasiliana prevede un tetto massimo di 50 milioni di reais (circa 15 milioni di euro, alla fine del 2016) e una possibile modifica di tale valore dipende dell'approvazione del Congresso. L'IBAMA ha imposto cinque multe di questo valore, per un totale di 250 milioni di reais. Il presidente dell'IBAMA, Marilene Ramos, ha detto che "la cifra di 50 milioni è stata determinata da molti anni, senza adeguamenti. Si tratta di un approccio errato, quello di stabilire dei valori per legge, quando questi valori perdono significato nel corso degli anni".
Secondo il Ministero pubblico federale, la Samarco ha accettato di effettuare il pagamento di un deposito cauzionale ambientale di un miliardo di reais, con un documento firmato a Belo Horizonte, presso la sede del Nucam - Núcleo de Resolução de Conflitos Ambientais do Ministério Público. A scopo di confronto, per l'esplosione della piattaforma Deepwater Horizon nel 2010 nel golfo del Messico, che ha ucciso 12 persone e ha inquinato una parte delle acque del golfo, danneggiando l'habitat di centinaia di specie di uccelli, ma che non ha compromesso l'approvvigionamento idrico di nessuna località, la azienda responsabile ha portato alla creazione di un fondo di riserva che, insieme ad altre spese correlate, ha comportato l'esborso di 42,2 miliardi di dollari per riparare i danni, e l'azienda è stata obbligata, nell'anno 2015, a pagare una sanzione di 18,7 miliardi di dollari. Il più recente accordo, nel 2016, ha innalzato l'esborso della Samarco a 4,4 miliardi di reais entro il 2018, oltre a una previsione, da parte della presidente Dilma Rousseff, che in seguito ci sarebbe stato un apporto annuale di 1,8 miliardi di reais.